# Braunsapis gorillarum
Braunsapis gorillarum är en biart som först beskrevs av Cockerell 1936.  Braunsapis gorillarum ingår i släktet Braunsapis och familjen långtungebin. Inga underarter finns listade.